# Lijst van voetbalinterlands Canada - Trinidad en Tobago
Deze lijst van voetbalinterlands is een overzicht van alle officiële voetbalwedstrijden tussen de nationale teams van Canada en Trinidad en Tobago. De landen speelden tot op heden dertien keer tegen elkaar. De eerste ontmoeting, een vriendschappelijke wedstrijd, werd gespeeld in Port of Spain op 11 september 1977. Het laatste duel, een kwalificatiewedstrijd voor de Copa América 2024, vond plaats op 23 maart 2024 in Frisco (Verenigde Staten).

## Wedstrijden
| №  | Plaats        | Datum             | Competitie                     | Wedstrijd                   | Uitslag |
| -- | ------------- | ----------------- | ------------------------------ | --------------------------- | ------- |
| 1  | Port of Spain | 11 september 1977 | Vriendschappelijk              | Trinidad en Tobago – Canada | 1 – 1   |
| 2  | Port of Spain | 12 oktober 1981   | Vriendschappelijk              | Trinidad en Tobago – Canada | 2 – 4   |
| 3  | Port of Spain | 10 maart 1985     | Vriendschappelijk              | Trinidad en Tobago – Canada | 1 – 2   |
| 4  | Port of Spain | 2 oktober 1988    | Vriendschappelijk              | Trinidad en Tobago – Canada | 1 – 2   |
| 5  | Toronto       | 3 augustus 1995   | Vriendschappelijk              | Canada – Trinidad en Tobago | 3 – 1   |
| 6  | Port of Spain | 8 januari 2000    | Vriendschappelijk              | Trinidad en Tobago – Canada | 0 – 0   |
| 7  | Los Angeles   | 24 februari 2000  | CONCACAF Gold Cup 2000         | Trinidad en Tobago – Canada | 0 – 1   |
| 8  | Toronto       | 27 mei 2000       | Vriendschappelijk              | Canada – Trinidad en Tobago | 1 – 0   |
| 9  | Edmonton      | 16 juli 2000      | WK 2002 kwalificatie           | Canada – Trinidad en Tobago | 0 – 2   |
| 10 | Port of Spain | 3 september 2000  | WK 2002 kwalificatie           | Trinidad en Tobago – Canada | 4 – 0   |
| 11 | Lauderhill    | 15 augustus 2012  | Vriendschappelijk              | Canada – Trinidad en Tobago | 2 – 0   |
| 12 | Los Angeles   | 10 juni 2019      | Vriendschappelijk              | Trinidad en Tobago − Canada | 0 − 2   |
| 13 | Frisco        | 23 maart 2024     | Copa América 2024 kwalificatie | Canada − Trinidad en Tobago | 2 − 0   |

## Samenvatting
| Competitie                | Totaal gespeeld | Winst Canada | Gelijk | Winst Trinidad en T. | Doelsaldo Canada – Trinidad en T. |
| ------------------------- | --------------- | ------------ | ------ | -------------------- | --------------------------------- |
| WK-kwalificatie           | 2               | 0            | 0      | 2                    | 0 − 6                             |
| CONCACAF Gold Cup         | 1               | 1            | 0      | 0                    | 1 − 0                             |
| Copa América-kwalificatie | 1               | 1            | 0      | 0                    | 2 − 0                             |
| Vriendschappelijk         | 9               | 7            | 2      | 0                    | 17 − 6                            |
| Totaal                    | 13              | 9            | 2      | 2                    | 20 − 12                           |

Wedstrijden bepaald door strafschoppen worden, in lijn met de FIFA, als een gelijkspel gerekend.

## Details

### Vijfde ontmoeting
| Vriendschappelijk (Toronto, Canada, 3 augustus 1995):     |       |                    |
| Canada                                                    | 3 – 1 | Trinidad en Tobago |
| Tom Kouzmanis 34' Tom Kouzmanis 70' Paul Peschisolido 71' | goals | 90' Alvin Boisson  |

### Zesde ontmoeting
| Vriendschappelijk (Port of Spain, Trinidad en Tobago, 8 januari 2000): |       |        |
| Trinidad en Tobago                                                     | 0 – 0 | Canada |
|                                                                        | goals |        |

### Zevende ontmoeting
| CONCACAF Gold Cup 2000 (Los Angeles, Verenigde Staten, 24 februari 2000): |       |                 |
| Trinidad en Tobago                                                        | 0 – 1 | Canada          |
|                                                                           | goals | 68' Mark Watson |

### Negende ontmoeting
| WK 2002 kwalificatie (Edmonton, Canada, 16 juli 2000): |       |                                |
| Canada                                                 | 0 – 2 | Trinidad en Tobago             |
|                                                        | goals | 43' Angus Eve 73' Dwight Yorke |

### Tiende ontmoeting
| WK 2002 kwalificatie (Port of Spain, Trinidad en Tobago, 3 september 2000): |       |        |
| Trinidad en Tobago                                                          | 4 – 0 | Canada |
| Russell Latapy 28' Reynold Carrington 30' Stokely Mason 54' Angus Eve 90'   | goals |        |